# Kenilworth (Nova Jersey)
Kenilworth és una població dels Estats Units a l'estat de Nova Jersey. Segons el cens del 2006 tenia 7.741 habitants.

## Demografia
Segons el cens del 2000, Kenilworth tenia 7.675 habitants, 2.854 habitatges, i 2.117 famílies. La densitat de població era de 1.384,7 habitants/km².
Dels 2.854 habitatges en un 28,6% hi vivien nens de menys de 18 anys, en un 58,4% hi vivien parelles casades, en un 11,9% dones solteres, i en un 25,8% no eren unitats familiars. En el 21,4% dels habitatges hi vivien persones soles l'11% de les quals corresponia a persones de 65 anys o més que vivien soles. El nombre mitjà de persones vivint en cada habitatge era de 2,69 i el nombre mitjà de persones que vivien en cada família era de 3,15.
Per edats la població es repartia de la següent manera: un 20,8% tenia menys de 18 anys, un 6,9% entre 18 i 24, un 30,8% entre 25 i 44, un 23,3% de 45 a 60 i un 18,2% 65 anys o més.
L'edat mediana era de 40 anys. Per cada 100 dones de 18 o més anys hi havia 90,7 homes.
La renda mediana per habitatge era de 59.929 $ i la renda mediana per família de 66.500 $. Els homes tenien una renda mediana de 40.808 $ mentre que les dones 34.698 $. La renda per capita de la població era de 24.343 $. Aproximadament l'1,9% de les famílies i el 2% de la població estaven per davall del llindar de pobresa.

## Poblacions més properes
El següent diagrama mostra les poblacions més properes.